# Groupe de NGC 3997
Le groupe de NGC 3997 comprend au moins six galaxies situées dans la constellation du Lion. La distance moyenne entre ce groupe et la Voie lactée est d'environ 73,8 Mpc (∼241 millions d'al). 

## Membres
Le tableau ci-dessous liste les six galaxies du groupe indiquées dans l'article de A.M. Garcia paru en 1993.
Notons que la galaxie NGC 3997 est placée dans un autre groupe par Abraham Mahtessian avec les galaxies NGC 3987, NGC 4005, NGC 4015 et NGC 4022. Certaines des galaxies du groupe de Mahtessian sont dans un autre groupe décrit dans l'article de Garcia, le groupe de NGC 3987. Les galaxies du groupe de NGC 4007 sont à une distance moyenne de 70,7 ± 2,5 Mpc, celles du groupe de NGC 3987 à 70,4 ± 1,1 Mpc et celles du groupe de NGC 3997 à 73,8 ± 3,7 Mpc. Les galaxies des trois groupes décrits par ces deux auteurs sont toutes situées à des distances assez semblables de la Voie lactée, de 68,6 à 78,7 Mpc. Leur appartenance à l'un ou l'autre des groupes peut donc varier et elle dépend des critères de regroupement utilisés par les auteurs.
| Nom          | Class.  | Type           | α (J2000.0)   | δ (J2000.0) | Vitesse radiale (km/s) | m                    | Distance (Mpc) | Diamètre (kal) |
| ------------ | ------- | -------------- | ------------- | ----------- | ---------------------- | -------------------- | -------------- | -------------- |
| NGC 3989     | Sbc     | Spirale        | 11h 57m 26.7s | 25° 13′ 59″ | 4470 ± 3               | 14,9                 | 70,5 ± 4,9     | 57             |
| NGC 3993     | Sb?     | Spirale        | 11h 57m 37.8s | 25° 14′ 26″ | 4827 ± 4               | 13,7                 | 75,7 ± 5,3     | 147            |
| NGC 3997     | SBb pec | Spirale barrée | 11h 57m 48.2s | 25° 16′ 14″ | 4771 ± 5               | 13,5                 | 74,9 ± 5,3     | 125            |
| IC 746       | Sb      | Spirale        | 11h 55m 35.1s | 25° 53′ 22″ | 5028 ± 3               | 13,9                 | 78,7 ± 5,5     | 101            |
| CGCG 127-109 | Sbc     | Spirale        | 11h 56m 20.8s | 25° 22′ 30″ | 4748 ± 7               | 14,760 ± 0,008 asinh | 74,6 ± 5,2     | 65             |
| MCG 4-28-109 | E       | Elliptique     | 11h 58m 42.6s | 25° 02′ 12″ | 4341 ± 30              | 12,207 ± 0,002 asinh | 68,6 ± 4,8     | 75             |

Le site DeepskyLog permet de trouver aisément les constellations des galaxies mentionnées dans ce tableau ou si elles ne s'y trouvent pas, l'outil du site constellation permet de le faire à l'aide des coordonnées de la galaxie. Sauf indication contraire, les données proviennent du site NASA/IPAC. 